# Préval
Préval település Franciaországban, Sarthe megyében. Lakosainak száma 669 fő (2022. január 1.). Préval Saint-Germain-de-la-Coudre, La Ferté-Bernard, La Chapelle-du-Bois és Souvigné-sur-Même községekkel határos.

## Népesség
A település népességének változása:
| Lakosok száma | 678  | 685  | 702  | 687  | 688  | 685  | 684  | 683  | 669  |
|               | 2013 | 2015 | 2016 | 2017 | 2018 | 2019 | 2020 | 2021 | 2022 |